# Sandeids kommun
Sandeids kommun (norska: Sandeid kommune) var en kommun i Rogaland fylke i sydvästra Norge. Kommunen omfattade ett område i den mellersta delen av nuvarande Vindafjords kommun. Tätorten Sandeid utgjorde kommunens centralort.

## Administrativ historik
Sandeids kommun upprättades den 1 januari 1923 genom utbrytning ur Vikedals kommun. Kommunen hade 558 invånare vid upprättandet.
Den 1 januari 1965 gick Sandeids kommun, tillsammans med delar av kommunerna Imsland, Skjold, Vats och Vikedal, upp i den då nybildade Vindafjords kommun. Kommunens hade då 876 invånare.